# Acrochordus javanicus
L'acrocordo di Giava (Acrochordus javanicus), noto anche come serpente proboscide, è un serpente diffuso in Indocina, Australia, India e Indonesia. Appartiene alla famiglia degli acrocordidi (Acrochordidae).

## Descrizione
Le dimensioni di questo animale sono ragguardevoli (può raggiungere i due metri e mezzo di lunghezza), e la corporatura è pesante. La pelle, come quella degli altri membri della famiglia, è grinzosa e forma delle pieghe in eccesso. Gli occhi sono molto piccoli, e le narici sono poste nella parte superiore del muso. Anche se è mordace non ha ghiandola velenifera, quindi per cibarsi delle prede conta solo sulla forza che ha nel mordere e nello stritolare. L'acrocordo di Giava ha un colore generalmente verdastro o marrone, macchiato di scuro. La femmina è generalmente più grande del maschio.

## Habitat e comportamento
L'acrocordo di Giava preferisce le acque dolci, pur essendo presente anche nelle acque salmastre e lungo le coste ricche di vegetazione. Si rinviene anche negli estuari, ma non si allontana mai troppo dalle coste. Questo animale preda di solito pesci, che cattura grazie alla dentatura ben sviluppata. Nonostante l'aspetto poco rassicurante, l'acrocordo di Giava è un animale assolutamente innocuo; se viene molestato, però, si rivolta mordendo.